# Günther Schott
Günther Schott (* 29. April 1921 in Leipzig; † 20. August 1985 in Rostock) war ein deutscher Chemiker und Professor an der Universität Rostock.

## Leben
Nach bestandenem Abitur wurde Schott 1939 zum Reichsarbeitsdienst verpflichtet. 1940 begann er ein Chemiestudium an der Universität Leipzig, wurde aber bereits 1941 zur Wehrmacht eingezogen. 1945 geriet er in US-amerikanische Kriegsgefangenschaft. Nach seiner Entlassung im selben Jahr wurde er in der SBZ Landarbeiter und anschließend Neulehrer, bevor er sein Studium in Leipzig fortsetzte und 1948 mit dem Diplom abschloss. 1950 wurde er mit der Schrift Über die Potentiale des Silbers in silberionenarmen und silberionenfreien Lösungen. Modellversuche zur Theorie der Metallkorrosion bei Leopold Wolf promoviert.
Nach der Habilitation im Jahr 1953 wurde er in Leipzig Dozent für anorganische Chemie. 1955 erhielt er einen Ruf an die Universität Rostock, wo er bis zu seiner krankheitsbedingten Emeritierung im Jahr 1981 Professor für anorganische Chemie war. Er war in den 1950er Jahren maßgeblich am Aufbau des Instituts für Anorganische Chemie beteiligt.
Schwerpunkte seiner wissenschaftlichen Arbeit waren die Silicium-Chemie und speziell die siliciumorganischen Verbindungen (Polysilane, Silanole u. a.).
Neben seiner Tätigkeit an der Universität Rostock hatte er verschiedene Funktionen in der Chemischen Gesellschaft der DDR und war Mitglied in beratenden Arbeitsgruppen von Ministerien der DDR.